# Alberovice
Alberovice (voorheen: Arbelovice - Duits: Arbelowitz) is een Tsjechische plaats in de gemeente Loket, regio Midden-Bohemen, en maakt deel uit van het district Benešov. Het dorp ligt op 1,5 kilometer afstand van Loket.
Alberovice telt 75 inwoners (2021).

## Geschiedenis
De eerste schriftelijke vermelding van het dorp dateert van 1399. In de 14e en 15e eeuw waren er verschillende kleine landgoederen van de lagere adel te vinden. In de 16e eeuw werden dit vrije boerenhoeven.
Tussen 1869 en 1910 heette het dorp Arbelovice. In 1960 werd Alberovice ingedeeld bij het district Benešov en sinds 1 januari 1980 is Alberovice onderdeel van de gemeente Loket. Daarvoor hoorde het bij de voormalige gemeente Němčice.

## Verkeer en vervoer

### Autowegen
Er leidt een regionale weg naar het dorp.

### Spoorlijnen
Er is geen station meer in de gemeente Loket. Tot 1974 werd Loket bediend door treinen van de spoorlijn Benešov - Vlašim - Dolní Kralovice. In dat jaar werd het traject Vlašim - Dolní Kralvorice gesloten, omdat het moest wijken voor de aanleg van het Švihov-stuwmeer. Sindsdien is het dichtstbijzijnde station in Vlašim, op zo'n 20 kilometer afstand. Dat station ligt aan het resterende deel van eerdergenoemde spoorlijn.

### Buslijnen
Er is één bushalte in het dorp:
| Halte                       | Lijn(en) | Traject(en)                                           | Vervoerder(s) |
| --------------------------- | -------- | ----------------------------------------------------- | ------------- |
| Loket u Čechtic, Alberovice | 842 846  | Dolní Kralovice - Vlašim Čechtice - Ledeč nad Sázavou | CŠAD Benešov  |

## Bezienswaardigheden
- Dorpskapel

## Galerij

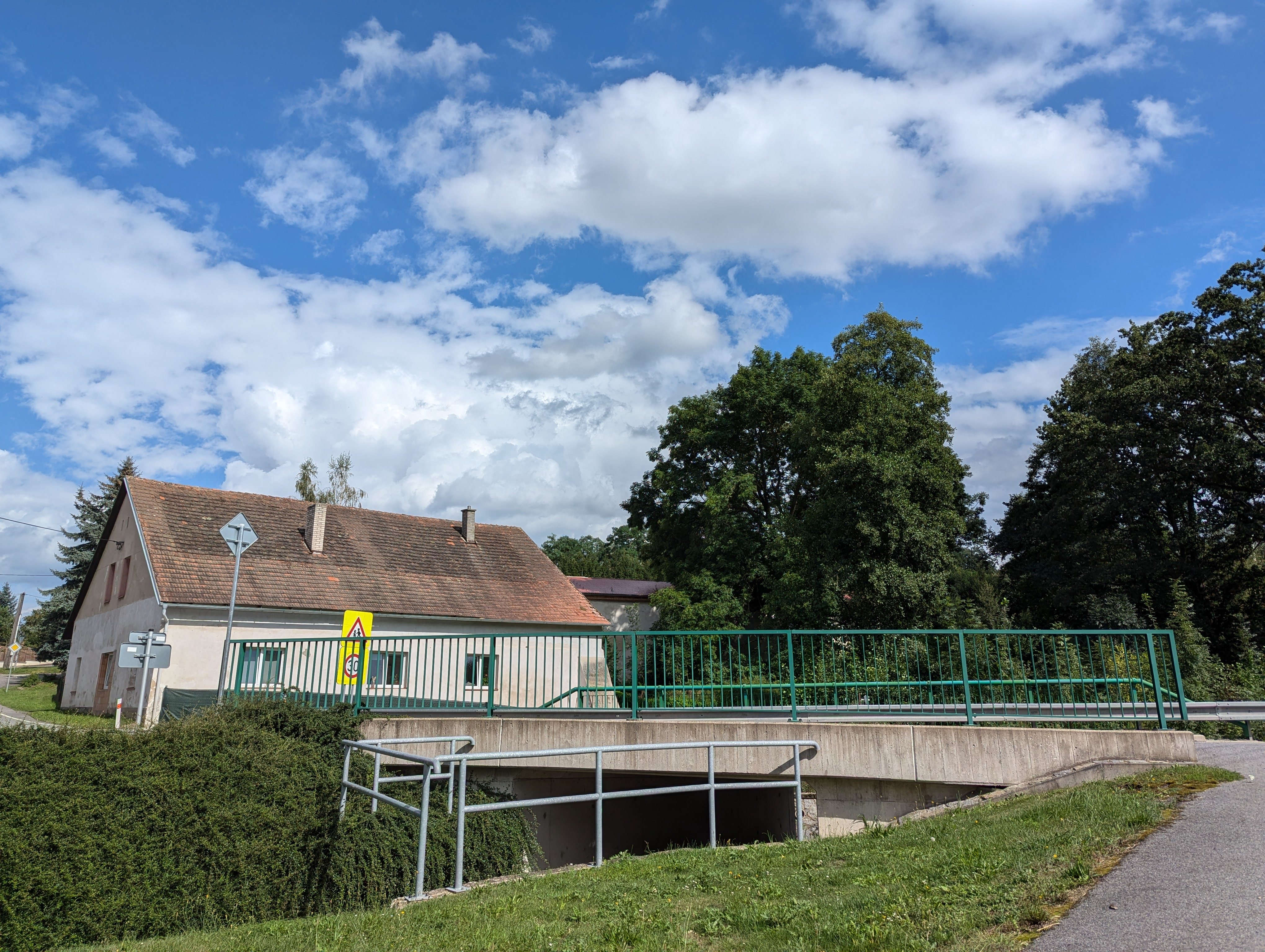
Brug (2024)
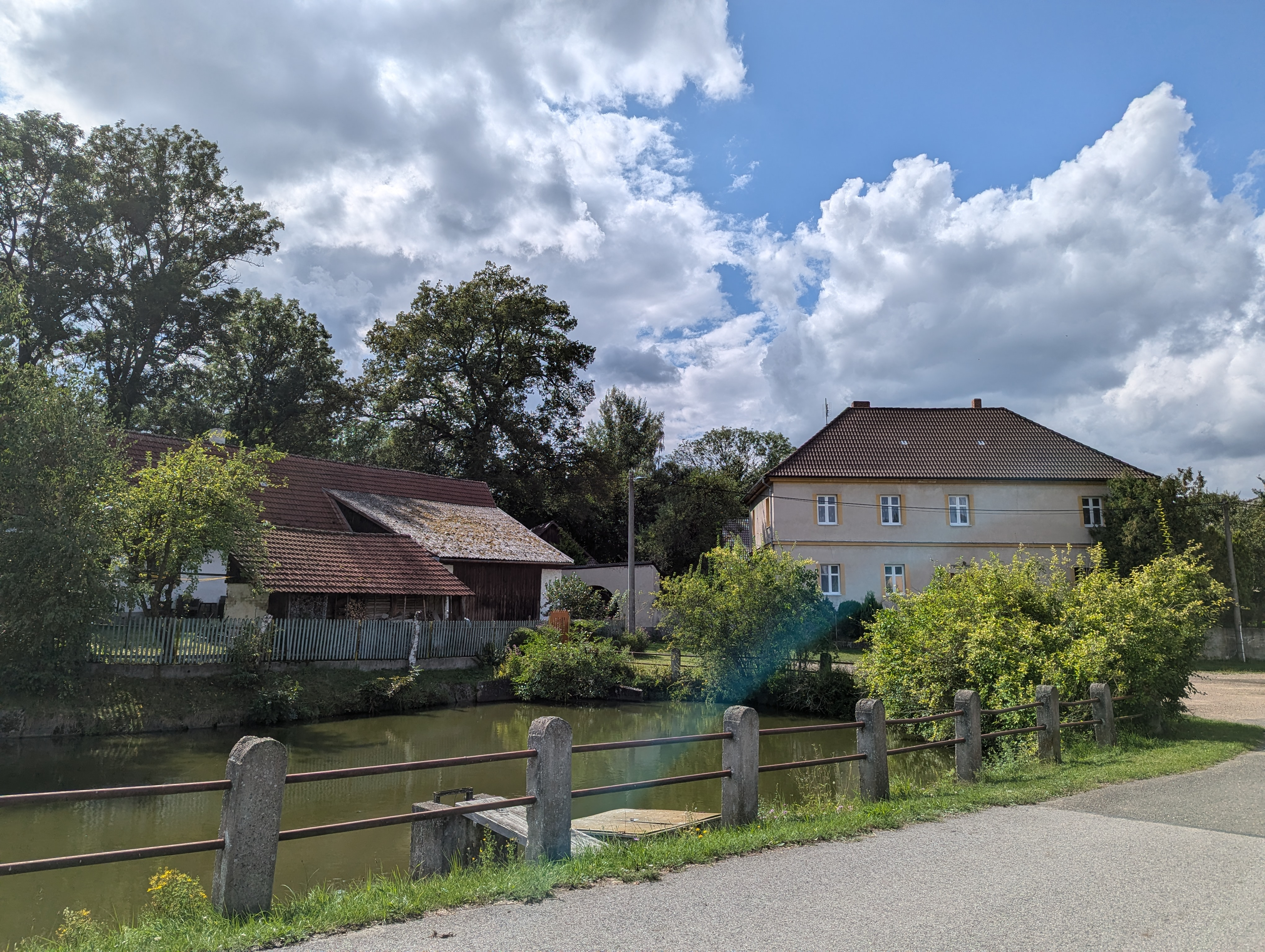
Dorpsvijver (2024)
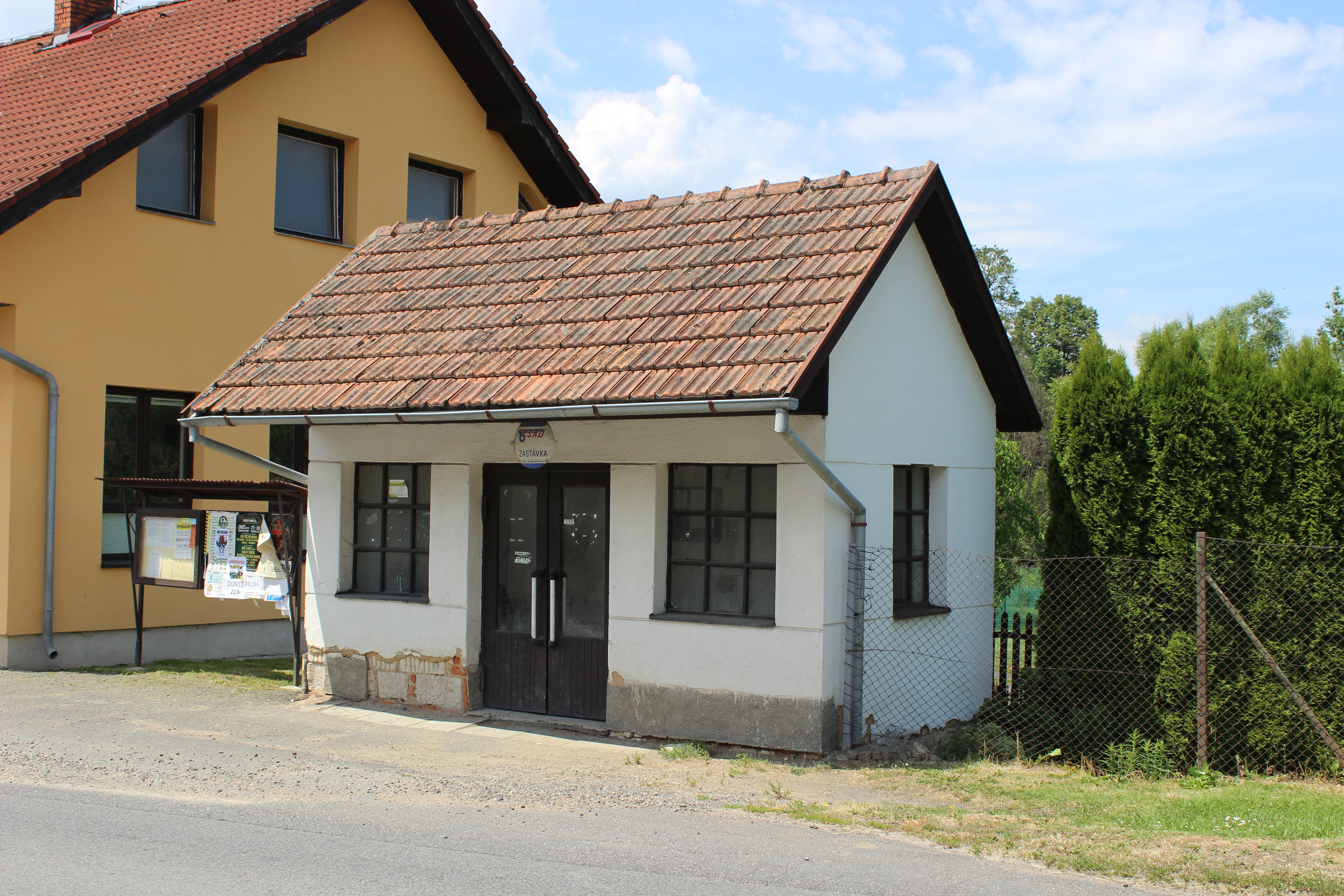
Bushalte in het dorp (2014)
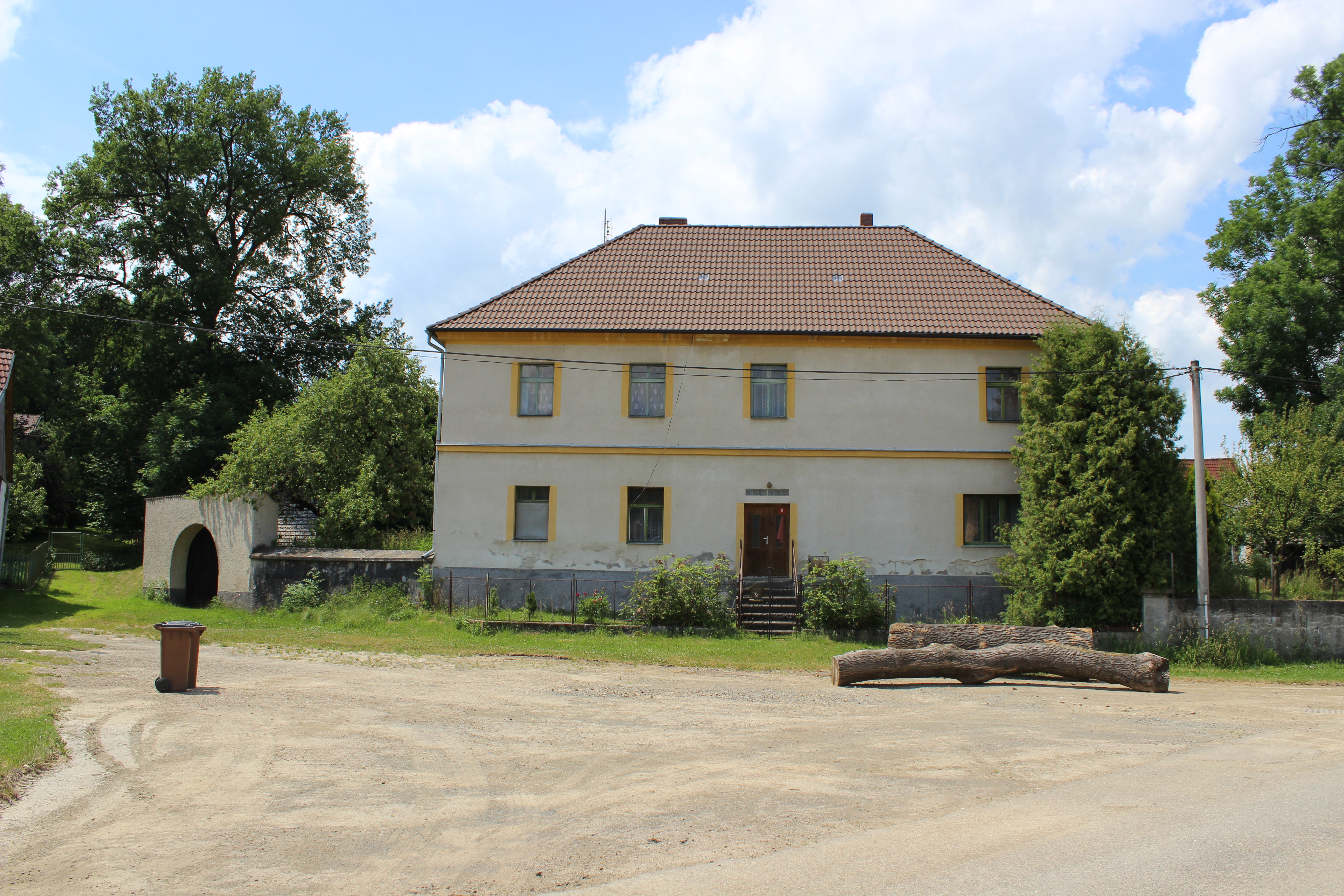
Huis in het dorp (2014)